# Petna kost
Petna kost (lat. calcaneus) je najveća kost u stopalu čovjeka, kockasta oblika, smještena ispod gležanjske kosti. 
Na stražnjema dijelu trupa petne kosti (lat. corpus calcanei) nalazi se kvrga, lat. tuber calcanei.
Petna (Ahilova) tetiva hvata se za stražnju stranu petne kosti, za lat. tuberositas calcanei. 
Petna kost je uzglobljena s gležanjskom kosti (lat. talus) i s kockastom kosti (lat. os cuboideum).